# 瑟瓦伊马托布尔

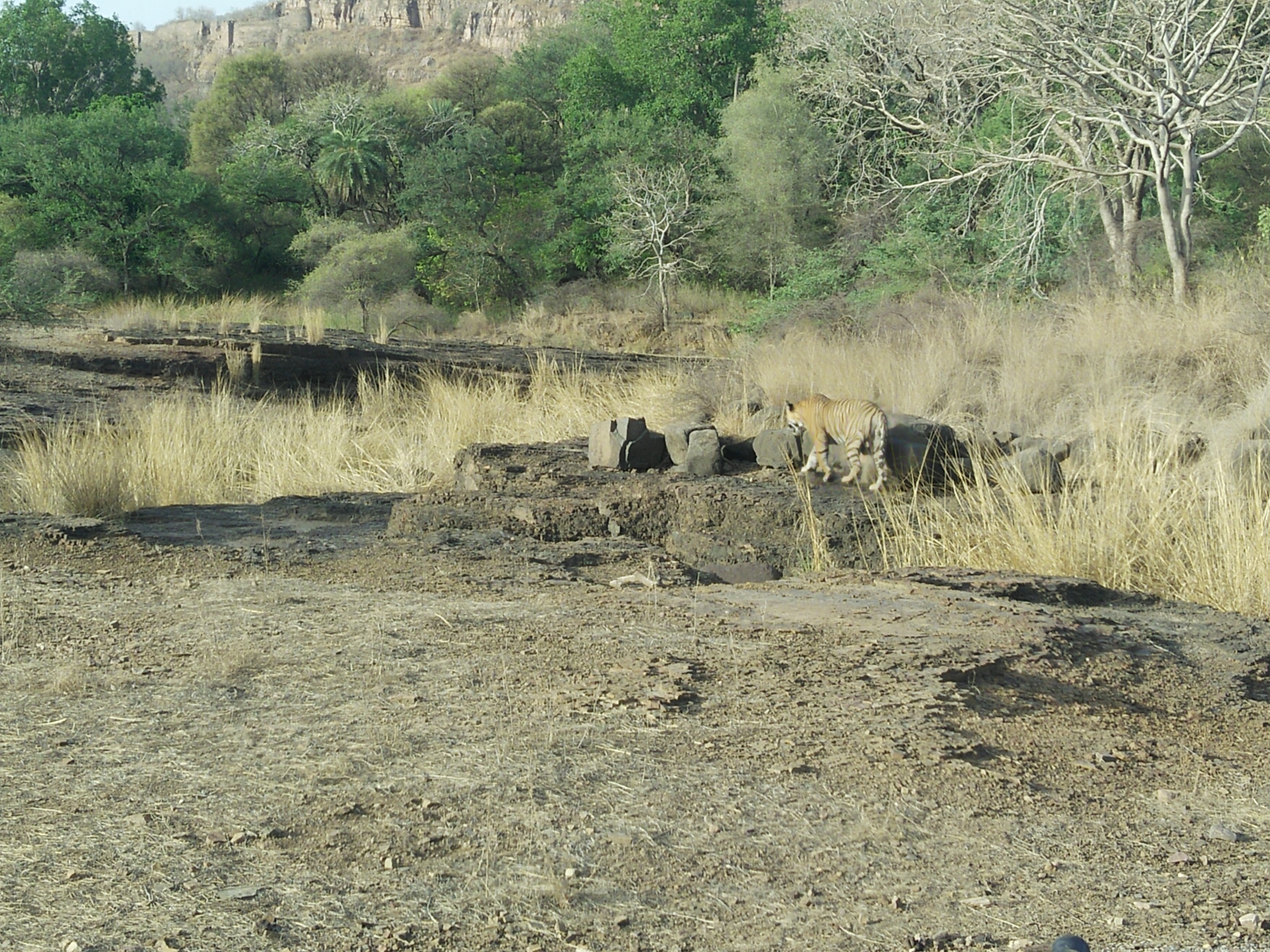
Ranthambore國家公園

瑟瓦伊马托布尔（Sawai Madhopur），是印度拉贾斯坦邦瑟瓦伊马托布尔县的一个城镇。总人口121,106（2011年）。

## 人口
2011年人口121,106，其中男性51548人，女性45943人；0—6岁人口15220人，其中男8008人，女7212人。

## 气候
瑟瓦伊马托布尔具有比较干燥的亚热带气候，有夏、冬两个季节和明显的雨季。其最高气温一般在五月和六月之间，而且能达到49 °C。最低温度（2 °C）一般在12月和1月之间。萨瓦伊马多普尔的平均降水量是800毫米左右。自7月至12月是瑟瓦伊马托布尔的梅雨季。夏天平均的湿度在10到15度左右，而在梅雨季的时候能达到60度。最理想的旅游时间是从11月到5月。